# 高橋直大
高橋 直大（たかはし なおひろ、1988年7月3日 - ）は、日本の競技プログラマ、実業家。AtCoder株式会社代表取締役社長。

## 略歴
東京都出身。筑波大学附属駒場中学校・高等学校、慶應義塾大学環境情報学部卒業、慶應義塾大学大学院政策・メディア研究科修士課程修了。
高校2年生までは野球に打ち込んでいたが、肘の故障から野球を続けられなくなる。次にやることを探している中、昔からコンピュータが好きだったこともきっかけに、プログラミング経験はほとんどなかったものの3年生から競技プログラミングの世界に入る。
大学在学中にマイクロソフト主催のプログラミングコンテストであるイマジンカップ 2008のアルゴリズム部門において、世界3位に入賞した。
2012年、プログラミングコンテストを企画する会社・AtCoderを設立。現在はプログラマの傍ら、同社の代表取締役社長を務める。
過去にITmediaで「最強最速アルゴリズマー養成講座」と題した連載を行っていた。

## 著作
- 『最強最速アルゴリズマー養成講座』（2012年、ソフトバンククリエイティブ）ISBN 978-4797367171

## プログラミングコンテスト戦績
- Imagine Cup 2008 Algorithm部門 世界3位[12]
- TopCoder Open 2010 Marathon部門 世界2位[13]
- NASA TopCoder Challenge 世界5位[14]
- TopCoder Open 2011 Marathon部門 世界8位[15]
- TopCoder Open 2012 Marathon部門 世界4位[16]
- Google Code Jam 2012 世界20位[17]
- TopCoder Open 2013 Marathon部門 世界5位[18]
- TopCoder Open 2017 Marathon部門 世界2位[19]